# Hawranek
Hawranek (słow. Havránok) – stanowisko archeologiczne z częściowo zrekonstruowanym celtyckim grodziskiem i średniowiecznym drewnianym grodem, położone na zachodnim brzegu zbiornika zaporowego Liptovská Mara w północnej Słowacji.

## Położenie
Obiekt znajduje się w granicach administracyjnych wsi Liptovská Sielnica, na wysokości 685 m n.p.m., na lokalnym wypiętrzeniu wschodnich stoków wzgórza Úložisko, prawie bezpośrednio nad północnym krańcem zapory.

## Historia
W trakcie budowy zbiornika zaporowego Liptovská Mara w latach 60. i 70. XX w. na obszarze przewidzianym do zalania oraz w jego bezpośrednim sąsiedztwie prowadzono szeroko zakrojone badania archeologiczne. W ich rezultacie dokładnie przebadano grodziska na wzgórzu. Celtycka osada na jego stokach i grodzisko na szczycie powstały w III w. p.n.e., a uległy zanikowi w II w. n.e. Następnie wzgórze zostało ponownie zasiedlone w czasach Państwa Wielkomorawskiego, później na szczycie stanął drewniany gród, pełniący funkcje obronne i obserwacyjne.
Przy drodze prowadzącej na wzgórze stoi zrekonstruowany celtycki dom. Znaleziono tu również ślady większej liczby podobnych budynków oraz odkryto pozostałości celtyckiej świątyni i podwaliny murów grodziska. Kamienne mury zostały częściowo zrekonstruowane, a także zbudowano kopię bramy wraz z wieżą obserwacyjną. Sam wierzchołek wzgórza zajmował w XII-XVI w. drewniany gródek szlachecki. Czytelny jest przebieg jego fosy, zrekonstruowano palisadę, mostek i narożną wieżę. W centrum stała kiedyś znacznie większa wieża, pełniąca zarówno funkcje obronne jak i mieszkalne.
Ze względu na duże zainteresowanie zwiedzających w 1995 roku Muzeum Liptowskie w Rużomberku utworzyło stałą placówkę dydaktyczną.